# Aéropos Ier
Pour les articles homonymes, voir Aéropos.
Aéropos Ier (en grec ancien : Ἀέροπος Αʹ ὁ Μακεδών) est un roi de  Macédoine de la dynastie des Argéades qui règne de v.  602 à 576 av. J.-C.

## Biographie
D'après Hérodote, il est le fils et successeur de Philippe Ier de Macédoine et le petit-fils de Perdiccas Ier de Macédoine, le premier roi de Macédoine. Selon Eusèbe de Césarée, il aurait régné 20 ans et selon le Chronographeion Syntomon 25 ans. 
Au début du règne d'Aéropos, les Thraces et les Illyriens ravagent la Macédoine et remportent de nombreuses victoires face aux Macédoniens. Finalement, désespérant de réussir à vaincre leurs ennemis et croyant qu'ils ne pourraient le faire qu'en présence de leur roi, les soldats amenent le nourrisson Aéropos Ier avec eux sur le champ de bataille. Sa présence galvanise les soldats qui repoussent finalement les Thraces et les Illyriens hors de Macédoine. Aucune autre information sur son règne ne nous est parvenue. Son fils d'Alcétas Ier lui succède.

### Sources antiques
- Hérodote, Histoires [détail des éditions] [lire en ligne] VIII, 139.